# Tramvajová doprava v Ačinsku

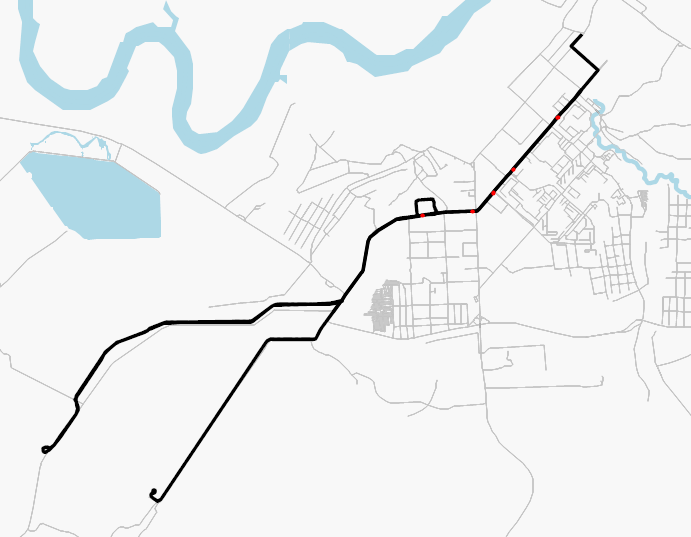
Mapa sítě

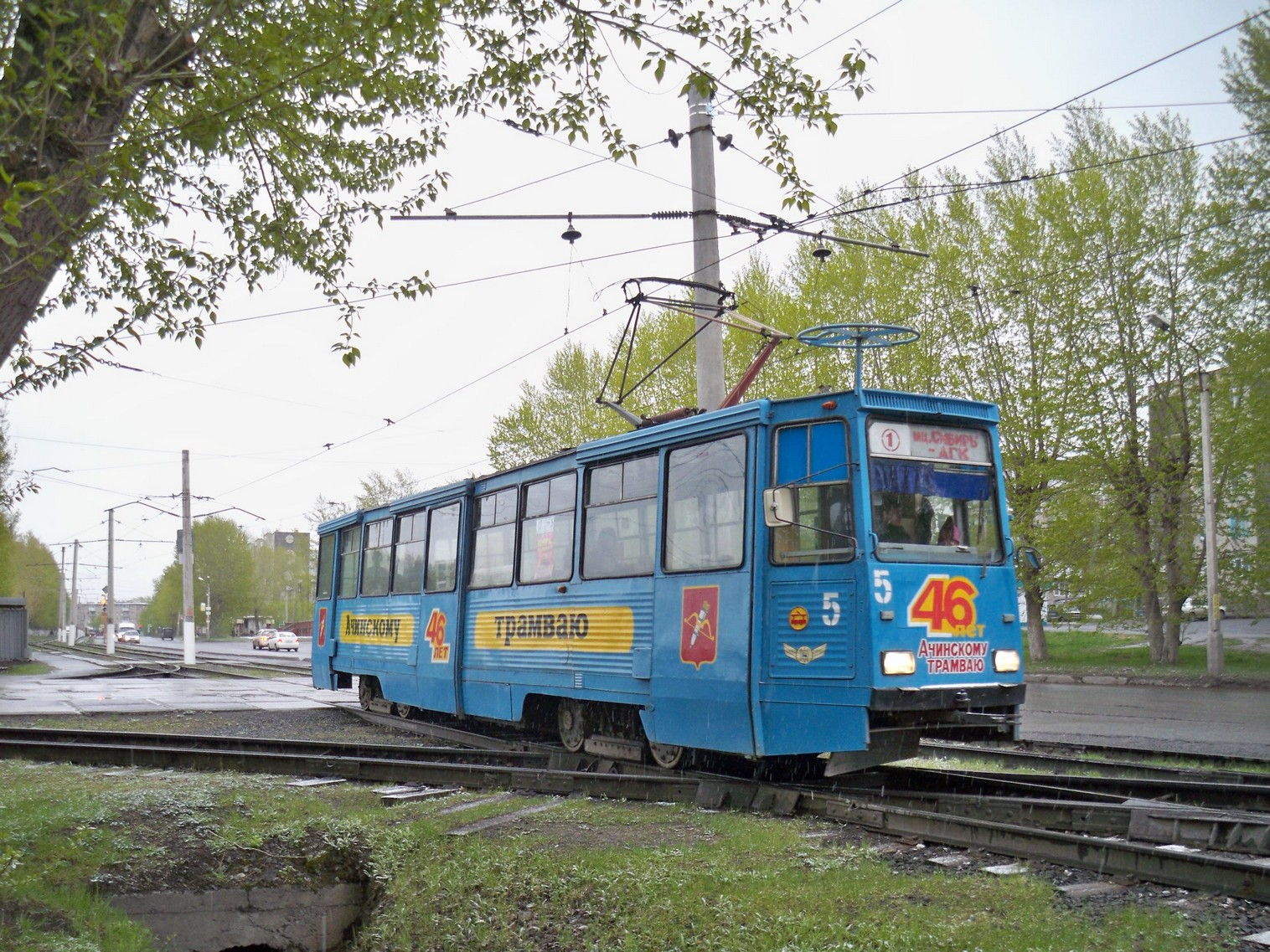
Tramvaj typu KTM-5-5 na trati v Ačinsku

Tramvajová síť v Ačinsku, městě se 121 000 obyvateli v ruském Krasnojarském kraji, je velmi malá; tvoří ji v podstatě jen jedna rozvětvená trať, která zajišťuje dopravní obsluhu místním závodům a centru města (délka sítě činí 26,5 km). V provozu jsou jen dvě linky, dříve však existovala též i linka třetí. 

## Historický vývoj
Velká část současné sítě, tedy hlavní městská trať (prochází sice městem, avšak má spíše rychlodrážní charakter; vedena je monotónním sídlištěm, oddělena od ostatních komunikací i staré části města), byla zprovozněna 15. dubna 1967. Zajistila se tak dopravní obsluha místního obuvního závodu a továrny AGK, u jejíž hlavní brány se zřídila tramvajová smyčka. Do 80. let ještě byla síť mírně prodloužena na severu (od obuvnického závodu až ke kinu Sibir), a též vznikla i druhá větev v jižní části celého systému, na druhé stráně továrny AGK. V 80. letech se objevila další nová tramvajová trať, jednokolejná, vedená od konečné z roku 1967 u továrny AGK do zastávky Mazulskij Rudnik. Tato oblast byla osídlena však velmi sporadicky; dopravní význam této tratě nebyl velký, a tak se nakonec rozhodlo o jejím zrušení. Od přelomu let 2001 a 2002 sem již tramvaje nejezdí, roku 2004 došlo k fyzickému zlikvidování této trati a zrušení linky č. 3, jež sem jezdila.

## Vozový park
Dopravu zajišťuje celkem 58 tramvají ruské výroby, typu KTM-5. Poslední tyto tramvaje byly dodány roku 1992 a od této doby již žádné nové vozy do Ačinsku nepřišly. Městský nátěr vozidel neexistuje; většina tramvají má tedy reklamní.
Mezi lety 1967 a 1982 byly v provozu též tramvaje typu KTM-2 a KTP-2.